# Miklya Luzsányi Mónika
Miklya Luzsányi Mónika Éva (Békéscsaba, 1965. április 6. –) magyar író, publicista, pedagógus, teológus.

## Életpályája
Szülei Maléth Magdolna (1941–1992) és Luzsányi Lóránd (1938–2017). Édesapja hároméves korában Amerikába „disszidált”, ezután nem tartotta lányával a kapcsolatot. Nevelőapja György János (1927–1998) saját lányaként nevelte. 1998-ban rajzszakos tanítói diplomát szerzett, főiskolai évei alatt ismerkedett meg későbbi férjével, Miklya Zsolttal, akivel máig munka- és alkotótársak is. A főiskolán Makoldi Sándor festőművész volt a mesterük, ő irányította figyelmüket a képi jelek olvasásán keresztül a gyermekek komplex gondolkodásmódja felé. Ifjú tanítóként lenyűgözte a projekt-, játék- és művészetpedagógia, a gyerekek kibontakozó kreativitása és fantáziavilága. A gyerekek között végzett munka ihlette első, férjével közösen írt olvasónaplóit, munkafüzeteit.
Öt gyermek édesanyja, életében a legfontosabb dolognak a családját tartja, gyermekeinek kezdett el először meséket, történeteket írni, mellettük kezdett el kutatni, dokumentumköteteket írni. Később, harmincas évei második felében a Szabó Magdával kialakult szoros barátságának, levelező mentorálásának köszönhetően fordult a felnőtt szépirodalom és a prózaírás felé, 2002-től publikál szépirodalmi lapokban első családregénye a 2006-ban jelent meg. Kibontakozó gyermek- és felnőtt írói pályafutása többek között a publicisztikát, szerkesztő munkát is magával vonzotta, míg pedagógiai munkássága a módszertani fórumok működtetése, módszertani továbbképzések kidolgozása, a társasjáték-fejlesztés és a tankönyvírás, -szerkesztés felé bontakozott ki.
2016-ban az Evangélikus Hittudományi Egyetemen végzett szociáletika mesterszakon, ahol fő kutatási területévé vált a A digitális generációk megszólíthatósága. Legfontosabb kérdésének tekinti a virtuális világ paradigmaváltásának hatásait, problémáit közvetíteni a magyar közoktatásban. Gyermek- és felnőtt szépirodalmi tevékenysége mellett jelenleg is új módszertani anyagok kidolgozásával foglalkozik, a pedagógusoknak továbbképzéseket, a gyerekeknek táborokat, tréningeket tart.

## Pedagógiai pályája
Pedagógiai pályája 1986-ban indult, amikor férjével Ecsegfalván kezdtek el tanítani a helyi általános iskola alsó tagozatán. 1992-ben a Szügyi Dániel Református Általános Iskola alapító pedagógusai közé tartoztak (Zsolt igazgató is volt egy évig). Itt kezdték el rendszerezni módszertani gondolataikat a pedagógiában, ami már ekkor a gyermekközeliséget, az élmény- és játékpedagógián, összművészeti és egyéni képességterületeken keresztül történő komplex fejlesztést, illetve a klasszikus „néptanítói” attitűdöt képviselte, amely megalapozta azt a pedagógiát, amelyet aztán munkatankönyveikben, pedagógiai segédkönyveikben és programjaikban kamatoztattak.
Gyermekei születése után sem hagyott fel a pedagógiai gyakorlattal, férjével közösen táborokat, szakköröket szervezett, hittanórákat, gyermekalkalmakat, interaktív gyermekfoglalkozásokat tartottak magyar nyelvterületen országhatárokon túl is, illetve számos módszertani segédanyagot, társasjátékot dolgoztak ki a hitoktatóknak, amelyek a Parakletos Könyvesház kiadásában jelentek meg, és jelennek meg a mai napig.
1993-ban az Oktatási Minisztérium KOMA pályázatán Miklya Zsolttal közösen alkotói ösztöndíjat nyertek olvasónaplóikkal, melyek 1995-ben a Mozaik Kiadónál jelentek meg.
Alapító tagja, majd szerkesztője volt a KateTeka hittanmódszertani oldalnak, amely 2010 óta működik, és közöl, illetve ajánl heti rendszerességgel új anyagot a hitoktatóknak.
2013-tól a Harmat Kiadó CikCakk c. gyermekmagazinjának főszerkesztői feladatait látta el öt éven keresztül.
A 2010-es években aktívan részt vett a Református Pedagógiai Intézet tankönyvíró teamjében, valamint a REMA felnőttképzési programjában, lelkészeknek, hittanároknak tartott akkreditált módszertani előadásokat.
2018-ban a Magyarországi Teleházak egyik Erasmus-programjának keretében nemzetközi távoktatási programot dolgozott ki.
2019-től a Református Tananyagfejlesztő Csoport felkérésére Miklya Zsolttal közösen alsó tagozatos gyerekek számára szerkesztenek irodalmi szöveggyűjteményt, amelyhez módszertani segédkönyvet is írnak, így lehetőségük van módszertanuk továbbfejlesztésére, valamint széles körű kipróbálására is.
Legfőbb pedagógiai kutatási témájából, a digitális nemzedék megszólíthatóságának kérdéseiből ismeretterjesztő formában írt könyvet Mit tegyek a kütyüre kattant gyerekemmel? címen szülőknek, nevelőknek, amely a Scolar Kiadónál jelent meg 2019-ben.

## Teológiai pályája
Már az ezredforduló környékén elkezdte egyháztörténeti kutatásait, amelyek eredményeiből több dokumentumkötet és regény is született. 2013–2016-ban végezte el az Evangélikus Hittudományi Egyetem szociáletika szakos mesterképzését jeles eredménnyel. Tanulmányai ideje alatt számos olyan projektben vett részt, amelynek a szakmai programját is maga írta: az évek alatt több ezer gyermeknek tartott tréninget a digitális világ veszélyei, a női jogok, a családon belüli erőszak, valamint a drogprevenció témakörében, ezt lezárva egy kortárs önkéntes képzési program felépítésében is részt vett. Fő kutatási területe, a „Digitális nemzedék megszólíthatósága” témájában évente több alkalommal tartott 30 kredites akkreditált képzést hitoktatóknak, pedagógusoknak, lelkészeknek.
Férjével, Miklya Zsolttal közösen számos családi társasjátékot, logikai játékot fejlesztett az évek alatt (például a Parakletos Könyvesház által kiadott nagy sikerű Talentumok, Magvető, Szókincstár).
A reformáció 500. évfordulója tiszteletére kidolgozott két egyháztörténeti társasjátékot, amelyet dr. Korányi András, az Evangelikus Hittudományi Egyetem tanára, egyháztörténész lektorált. A reformáció jubileumi évében megjelent kétkötetes egyháztörténeti olvasókönyve is a témában. A Magyar Nemzeti Múzeum és az Országos Evangelikus Múzeum felkérésére megírta a Fejedelmek asztala című interaktív társasjáték forgatókönyvét, amely a Reformáció500 központi kiállításának egyik termében volt látható.
2018-ban részt vett a Károli Gáspár Református Egyetem, valamint az Evangélikus Hittudományi Egyetem Együtt a hit útján c. gyülekezetpedagógiai kézikönyv, egyetemi jegyzet megalkotásában.

## Irodalmi pályája
1997-ben, már családanyaként, a tanítói évek után kezdett el dolgozni a keresztény Parakletos Könyvesháznál, ahol 1997-2000-ben a Könyvek Asztala című olvasói magazinnak a szerzője, társszerkesztője volt. Ez idő alatt pedagógiai segédanyagokat, gyerekkönyveket, ifjúsági regényeket adott ki tőle a kiadó.
2002 körül lehetőséget kapott a szépirodalmi lapokban való publikálásra novelláival, esszéivel, többek között a Holmi, Bárka, Kortárs, Jelenkor, Élet és Irodalom, Alföld, Magyar Napló, Forrás, Spanyolnátha, Vigilia folyóiratokban.
2003-tól kezdett el dolgozni a Harmat keresztény könyvkiadónak, akik dokumentum, életrajzi és gyermekkönyveket, illetve módszertani segédanyagokat adtak ki tőle. Sztehlo Gáborról írt könyvével pedig Yad Vashem ösztöndíjat és tanulmányi utat nyert Jeruzsálembe.
2004-ben Édes Anyanyelvünk-pályázat 2. helyezettje lett próza kategóriában. 2004-ben az Aranytíz novellapályázatán első díjas, illetve több novellapályázaton helyezett lett. 2004-től kezdve novelláit több évben beválogatták az Év novellái antológiába, illetve a Noran által kiadott Novellisták antológiában is jelent meg prózája.
2006-ban jelent meg első családregénye Te csak tánczolj szépen címmel a Jelenkor Kiadó gondozásában, majd 2007-bn a Ráday Könyvesháznál a Madárkenyér című novelláskötete.
2006-tól a publicisztika felé is fordult, cikkei, írásai gyakorta jelentek meg többek között az Impress Magazin oldalain, a Nők Lapjában, a Családi Lapban, a Rubiconban, a kolozsvári Kistükörben, a Filmtettben, a mindennapi.hu-n vagy az Új könyvpiacban.
Külső munkatársként dolgozott a Képmás, a Family, a Közös(s)Ég című keresztény családi magazinoknak, illetve 2011 óta írja a Reformátusok Lapja gyermekrovatának történeteit.
2009-ben került kapcsolatba a dán érdekeltségű Egmont Kiadóval, akiknél három gyermekkönyve jelent meg.
2013-ban a Móra Kiadónál jelent meg férjével közösen írt, gyermekeknek szóló Beszélgető Bibliája.
Férjével közösen alapító tagjai és rendszeres írói, szerkesztői az Író Cimborák blognak, mely a magyar kortárs gyerekírók alkotói közössége. 2015-ben szervezte meg férjével közösen az első alkotótábort a blogon aktívan publikáló íróknak, illusztrátoroknak.
2017-ben a Budaörsi Latinovits Zoltán színház bemutatta a Cerka Tinka és a szürke Lord című bábjátékot Miklya Luzsányi Mónika meséje alapján.
A Debreceni Csokonai Színház 2017-es drámaíró pályázatán a Liliom a tövisek között című drámája negyedik helyezést ért el, amelyből később történelmi nagyregény született Az ecsedi boszorkány címen, mely az Athenaeum Kiadónál jelent meg 2019-ben.
2017-ben a Móra Kiadó gondozásában jelent meg a Cília árnyai című ifjúsági regénye.
A Csahos Archiválva 2021. január 25-i dátummal a Wayback Machine-ben című novelláját beválogatták a 2017-es év legjobb novellái közé, a Diznilend című novelláját pedig az ezredforduló legjobb novellái közé a Magyar Napló Kiadó által.
2019-ben húszrészes rádiójáték készült a Beszélgető Biblia történeteiből. A hangjátékokat a Kossuth, a Petőfi és a Bartók rádió közvetítette.
2019-ben a rendszerváltás és a Magyar Napló megalapításának 30. évfordulójára kiírt novellapályázaton 150 pályázó közül harmadik lett Lendkerék című novellájával.

## Díjak, jelölések
- 2003 Yad Vashem ösztöndíj[10]
- 2004 Édes Anyanyelvünk-Díj
- 2004 NKA ösztöndíj
- 2008 Megyei Prima Díj jelölés (Bács-Kiskun megye)
- 2014 Családbarát Médiáért közönségdíj[halott link]

## Művei[11]– önálló kötetek

### Felnőtt szépirodalom
- Egy marék zizi – Parakletos Könyvesház, Kiskunfélegyháza, 2003
- Frontvonal[halott link] – Harmat Kiadó, Budapest, 2003
- Te csak tánczolj szépen! – Jelenkor Kiadó, Pécs, 2006
- Madárkenyér (novellák) – Ráday Könyvesház, Budapest, 2007
- Az ecsedi boszorkány – Athenaeum Kiadó, 2018
- Mohács özvegye – Athenaeum Kiadó, 2023

### Dokumentumkötetek, publicisztika, áhítatok
- Hogy véget érjen a sötétség – Harmat Kiadó, Budapest, 2003
- Felhők fölött, zöld pokolban – Harmat Kiadó, Budapest, 2004, 2006, 2012
- Illés kenyerén[halott link] – Parakletos Könyvesház, Kiskunfélegyháza, 2006
- Láng a hamu között[halott link] – Parakletos Könyvesház, Kiskunfélegyháza, 2006
- Az igazak útján – Harmat Kiadó, Budapest, 2007
- Vándorlevelek Mandzsúriából – Harmat Kiadó, Budapest, 2007
- Mindeddig... (társszerző: Dr. Gerzsenyi László) – Harmat Kiadó, Budapest, 2007
- Parázs a hamu között – Parakletos Könyvesház, 2010
- Gyere közénk – Harmat Kiadó, Budapest, 2011
- Mindennapi ölelésünket[halott link] (publicisztikai írások) – Parakletos Könyvesház, 2014
- Egyedül nem jó… (áhítatok) – Parakletos Könyvesház, 2018

### Önálló kötetek, gyermek- és ifjúsági irodalom
- Csili[halott link] – Parakletos Könyvesház, Kiskunfélegyháza, 1997, 2003, 2007
- Help me![halott link] – Parakletos Könyvesház, Kiskunfélegyháza, 1998
- Sárcok a garázs tetején – Parakletos Könyvesház, Kiskunfélegyháza, 1998
- Titkoskönyv[halott link] – Parakletos Könyvesház, Kiskunfélegyháza, 2000, 2003, átdolg. 2008
- Apati szövetsége[halott link] – Parakletos Könyvesház, Kiskunfélegyháza, 2004
- Kistamás – Harmat Kiadó, Budapest, 2004
- Klinika az ősredőben – Harmat Kiadó, Budapest, 2005, 2006
- A padlásszobától Narniáig – Harmat Kiadó, Budapest, 2006
- Pepi kincsei – Harmat Kiadó, Budapest, 2008
- Zombiblog – Parakletos Könyvesház, Kiskunfélegyháza, 2009
- Isten hozott mandulavitéz[halott link] – Parakletos Könyvesház, Kiskunfélegyháza, 2010
- Isten veled mandulavitéz[halott link] – Parakletos Könyvesház, Kiskunfélegyháza, 2010
- Hét tengeren át – Harmat Kiadó, Budapest, 2010
- Zoknimanó karácsonya – Egmont Kiadó, Budapest, 2010
- Zoknimanó és a sulicsoda – Egmont Kiadó, Budapest, 2011
- Cerka Tinka és a szürke Lord – Egmont Kiadó, Budapest, 2011
- Józsua és az állatok[halott link] – Parakletos Könyvesház, Kiskunfélegyháza, 2011
- Joshua and the animals – Parakletos Könyvesház, Kiskunfélegyháza, 2011
- Beni, a sárkányidomár – Egmont Kiadó, Budapest, 2012
- Macskaút – Harmat Kiadó, Budapest, 2012'Szándi, ki a te istened? – Harmat Kiadó, Budapest, 2013
- Balu a suliban[halott link] – Parakletos Könyvesház, 2013
- Engem Isten nagyon szeret[halott link] – Parakletos Könyvesház, 2014
- Beszélgető Biblia[halott link] (társszerző: Miklya Zsolt) – Móra Kiadó, 2014, 2018
- Mi leszek, ha nagy leszek? – Parakletos Könyvesház, 2015
- Igaz ember hitből él[halott link] – Parakletos Könyvesház, Kiskunfélegyháza, 2017
- Cília árnyai – Móra Kiadó, 2017

### Fontosabb pedagógiai segédanyagok, könyvek, társasjátékok
Olvasónaplók (társszerző: Miklya Zsolt) – Mozaik Kiadó, 1995 (majd évenkénti utánnyomás)
- A. Milne: Micimackó
- Saint-Exupéry: Kis herceg
- Fekete István: Vuk
- Kastner: Két Lotti
- Móra Ferenc: Kincskereső kisködmön című műveihez

- Magvető (gyülekezetépítő stratégiai társasjáték) – Parakletos Könyvesház, Kiskunfélegyháza, 2010
- Református hittankönyvcsalád az általános iskolák ötödik osztálya számára (társszerzőként) – Református Pedagógiai Intézet, 2013

- Játéktár a Mesélő Bibliához (társszerző: Miklya Zsolt) – Harmat Kiadó, Budapest, 2009, 2011
- Játéktár a hittan és az etika oktatásához[halott link] – Harmat Kiadó, 2014
- Jézus nyomában (bibliai társasjáték, társszerző: Miklya Zsolt) – Parakletos Könyvesház, Kiskunfélegyháza, 2015
- Szókincstár (történetmesélő társasjáték) – Parakletos Könyvesház, Kiskunfélegyháza, 2016
- Próféták[halott link] – interaktív gyerekkönyv – Harmat Kiadó, 2017
- Logisztori, szórakoztató egyháztöri: Reformáció – Magyar reformáció (történetnyomozó társasjáték) – Parakletos Könyvesház, Kiskunfélegyháza, 2017
- Együtt a hit útján[halott link] (társszerzőként) – KGTE-EHE, Budapest, 2019-ben két kiadás
- Mit tegyek a kütyüre kattant gyerekemmel? – Scolar Kiadó, Budapest, 2019
- Bibliai szuperhősök. Józseftől Dávidig; Móra, Bp., 2021